# Blepisanis disconotaticollis
Blepisanis disconotaticollis là một loài bọ cánh cứng trong họ Cerambycidae.